# Roche (Kornwalia)
Roche – wieś w Anglii, w Kornwalii. Leży 59 km na północny wschód od miasta Penzance i 353 km na zachód od Londynu.